# Famille Natt och Dag
Les Natt och Dag sont une famille noble suédoise (sv) comprenant plusieurs branches, originaire d'Östergötland, connue depuis 1280 selon les archives nationales suédoises, et est la plus ancienne famille noble suédoise vivante.

## Patronyme
Le nom Natt och Dag (Nuit et Jour) fait référence au contraste entre les champs bleus et dorés des armoiries de la famille. Le généalogiste Rasmus Ludvigsson (sv) appelle la famille Natt och Dag au XVIe siècle. Dans une liste des familles de la Riddarhuset en 1632, elle est appelée « la famille qui porte le Jour et la Nuit ». Cependant, ce n'est qu'au début du XVIIIe siècle que les membres eux-mêmes commencent à se nommer Natt och Dag.
Le 31 décembre 2022, 134 personnes portaient le nom de famille Natt och Dag en Suède.

## Origines
Erengisle Näskonungsson (sv), maréchal et conseiller, ainsi que son frère Karl Näskonungsson sont mentionnés dans la littérature ancienne comme fils du chevalier Näskonung Bengtsson, mentionné en 1281, et appartenaient probablement à une branche plus ancienne de la famille Natt och Dag. Comme son frère, Erengisle portait des armoiries avec un écu divisé semblable à celui des Natt och Dag.
Le plus ancien ancêtre connu de la famille est Nils Sigridsson (sv), chevalier, conseiller et lögsögumad de Värend (sv) (dominus Nicholao Sigridæson, mort après 1299), connu depuis le 11 mai 1280, date à laquelle il reçoit la ferme Ringshult (sv) dans la paroisse de Torpa (sv) (aujourd'hui Liljeholmen (sv) dans la paroisse de Blåvik (sv), Östergötland). Nils Sigridsson est apparenté au lögsögumad de Tiohärad (sv), Folke Karlsson Lejonbalk (sv), et lui succède après 1285. Il rédige son testament le 16 juillet 1299 et demande à être enterré à l'abbaye d'Askeby (sv) aux côtés de son épouse.

## Histoire
Magnus Bengtsson (sv) (mort entre 1473 et 1477), l'arrière-petit-fils de Folke Lejonbalk, conseiller (sv), chevalier et lögsögumad de Närke, est l'ancêtre des Nach och Dag subsistants.

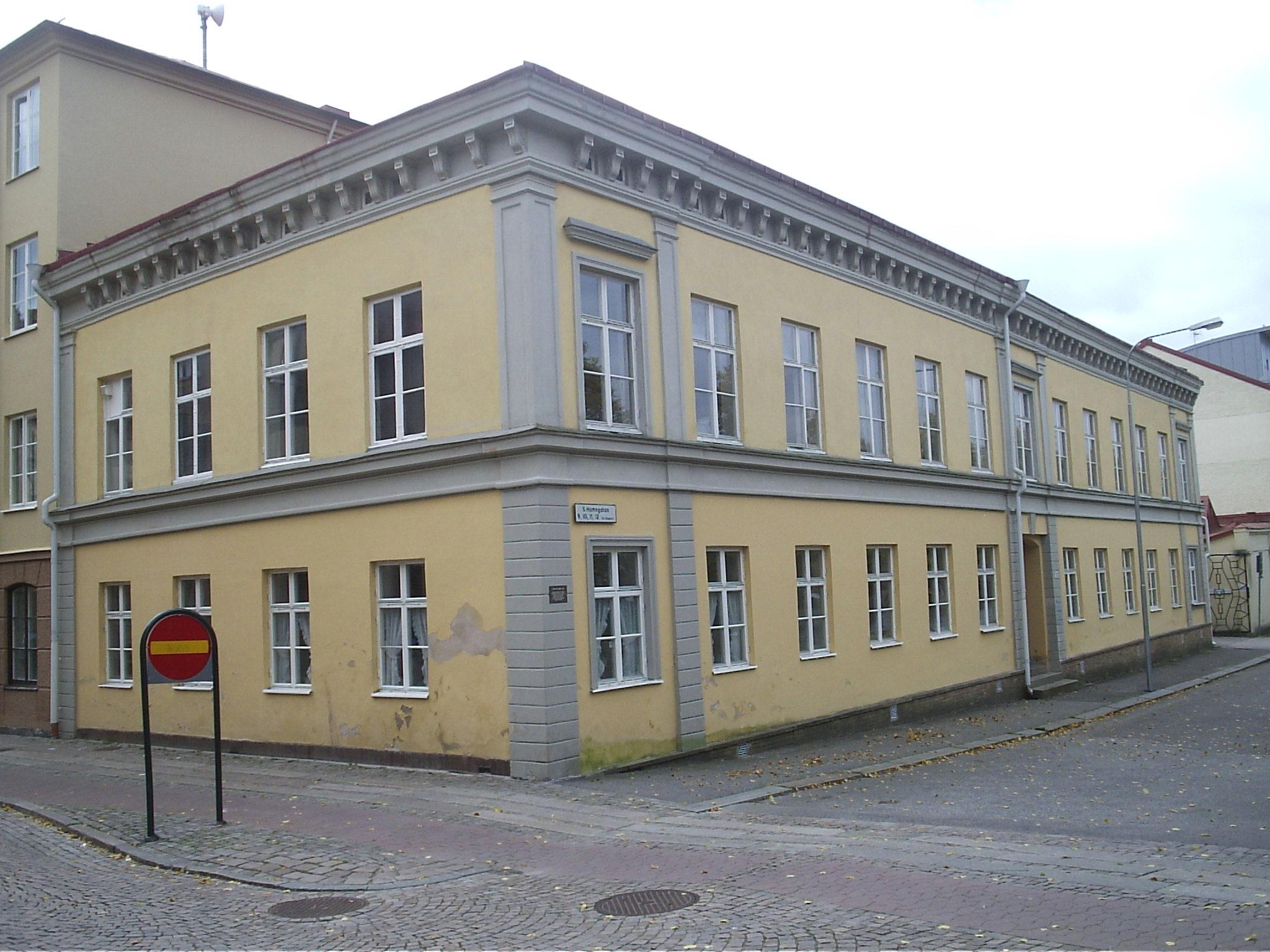
Maison des Natt och Dags à Uddevalla

Cette branche de la famille, connue depuis les années 1280, est introduite à la Riddarhuset en 1625.
Au début du XVIe siècle, des pièces de monnaie suédoises sont frappées aux arames de la famille Natt och Dag, en raison du fait que des membres de la famille occupaient la fonction de Riksföreståndare (sv) (Lieutenant du royaume). Plusieurs membres de la famille apparaissent également dans les événements entourant la révolte d'Engelbrekt, Måns Bengtsson (sv) ayant poignardé à mort Engelbrekt Engelbrektsson.
La famille a longtemps eu un rôle important dans la région de Njudung (sv), dans le Småland, où elle résidait au château d'Eksjöhovgård (sv), juste à l'extérieur de l'actuelle Sävsjö. L'importance des Natt och Dag dans la région se reflète dans les armoiries de la municipalité de Sävsjö. Les armoiries du domaine forment la base sur laquelle se reflète une image d'Eksjöhovgård.

## Hypothèse
Gabriel Anrep (sv), généalogiste du XIXe siècle, a émis l'hypothèse suivante :

« Le fait que cette lignée descende de Sigtrygg, un homme riche qui, selon Sturlesson, vivait en 1030 à Nerike et gouvernait l'hiver du roi norvégien Olof Haralsson le Saint, et que le fils de Sigtrygg, Ivar, soit ensuite devenu un homme d'honneur, peut être plausible mais manque de preuves. »

## Branches

### Barons Natt och Dag
La famille baronniale, aujourd'hui disparue, portait le numéro 23 au sein de la Riddarhuset avec Åke Axelsson Natt och Dag (sv) comme premier baron. Cette lignée s'éteint avec Carl Axelsson Natt och Dag (1647-1664), étudiant à Uppsala.
Une autre lignée baronniale de la famille, la Sture n° 187 (sv), est également éteinte.

### États-Unis
La branche de la famille vivant aux États-Unis s'appelle Dagg.

## Personnalités
- Nils Sigridsson Natt och Dag (sv), chevalier, mentionné en 1280–1299
- Bo Nilsson Natt och Dag (sv), mort après 1322, lagman et conseiller
- Bo Bosson Natt och Dag (sv), mort entre 1389 et 1391, conseiller
- Märta Bosdotter (Natt och Dag), morte en 1414, mariage avec Algot Magnusson Sture (sv), mère du conseiller Anund Algotsson Sture (sv)
- Nils Bosson Natt och Dag (sv) à Åkerö (sv), écuyer, mort entre 1433 et 1436
- Knut Bosson Natt och Dag (sv), mort en 1436, évêque de Linköping
- Sten Bosson Natt och Dag (sv), mort en 1411, conseiller
- Bengt Stensson Natt och Dag (sv), mort en 1450–1451, chevalier et conseiller
- Magnus Bengtsson Natt och Dag (sv), mort entre 1473 et 1477, chevalier et conseiller, assassin d'Engelbrekt Engelbrektsson
- Birgitta Månsdotter Natt och Dag
- Johan Månsson Natt och Dag (sv), mort en 1520, chevalier et conseiller, exécuté lors du bain de sang de Stockholm.
- Måns Johansson Natt och Dag (sv) (1500–1555), chevalier et conseiller
- Nils Månsson Natt och Dag (sv) (mort en 1554)
- Nils Nilsson Natt och Dag (sv) (1554–1613), greffier et juge
- Ivar Nilsson Natt och Dag (sv) (1590–1651), fonctionnaire et gouverneur
- Nils Stensson Natt och Dag (sv), mort en 1439, maréchal et conseiller
- Bo Stensson Natt och Dag (sv), mort après 1469
- Märta Bosdotter Natt och Dag, union avec Peder Arvidsson Ribbing (sv)
- Nils Bosson Sture (sv), mort en 1494
- Svante Nilsson Sture, mort en 1512, riksföreståndare (régent du royaume)
- Sten Sture le Jeune, mort en 1520
- Åke Axelsson Natt och Dag (sv) (1594–1655), conseiller et maréchal
- Barbro Åkesdotter Natt och Dag (morte en 1680), propriétaire du château d'Åkeshov de 1655 à 1662
- Axel Turesson Natt och Dag (sv) (1621–1647), chambellan et gouverneur
- Carl Persson Natt och Dag (sv) (1628–1694/1695)
- Arfvid Ifvarsson Natt och Dag (sv) (1633–1683), fonctionnaire
- Gustaf Persson Natt och Dag (sv) (1627–1688), conseiller
- Christina Nilsdotter Natt och Dag (sv) (1580–1642), mère adoptive de la reine Christine
- Otto Natt och Dag (sv) (1794–1865), militaire et écrivain
- Axel Wilhelm Magnus Natt och Dag (sv) (1826–1900), militaire et parlementaire
- Svante Natt och Dag (sv) (1861–1906), amiral et parlementaire
- Åke Natt och Dag (sv) (1899–1969), fonctionnaire, directeur général
- Åke Natt och Dag (sv) (né en 1951), directeur
- Niklas Natt och Dag (né en 1979), écrivain
- Linnea Natt och Dag (né en 2006), hockeyeur